# Dee Dee (zangeres)
Dee Dee, artiestennaam van Anna Dekkers (Amsterdam, 25 juli 1956), is een Nederlands zangeres.

## Carrière
Anna Dekkers begon haar zangcarrière als zangeres in de groep Head Over Heels. In 1977 brachten ze een single uit, Do That Thing.
In deze periode was ze ook achtergrondzangeres bij Johnny Kendall & The Heralds.
In 1978 begon ze een kortstondige solocarrière als discozangeres onder de artiestennaam Dee Dee. Ze maakte het album Loving You, een productie van Jacques Zwart en ze had een hit met het nummer I Put a Spell on You, een discoversie van het nummer van Screamin' Jay Hawkins.
In november 1978 vertegenwoordigde ze Nederland op het Japanse World Popular Song Festival in Tokyo met het nummer Hold Me.
Haar daaropvolgende single Give Me Something (met Hold Me op de B-kant) kon het succes van de eerste single niet herhalen en ook de daaropvolgende single Sweet Sweet Lovin flopte.
In de loop van 1979 ging ze zingen bij Herman Brood. Ze was gedurende enige jaren een van de Bombita's, de achtergrondzangeressen van Herman Brood & His Wild Romance.
In 1980 zong ze ook bij Beau Boy. In 1981 nam producer Hans van Hemert contact met haar op met het idee om een vocale groep op te richten. Dit werd Vulcano.
Met Vulcano nam ze twee keer deel aan het Nationaal Songfestival, in 1983 en '84. De inzending voor 1983 Een beetje van dit werd een nationale hit. Nadat Vulcano uit elkaar was gegaan nam ze haar solocarrière weer op. Vanaf 1985 bracht ze een aantal singles uit die allemaal flopten.
In 1986 nam ze als solist deel aan het Nationaal Songfestival met '(Ik speel) de clown' en 'Fata Morgana'.

## Discografie

### Albums
- Loving You (1978)

### Singles
- I Put a Spell on You (1978)
- Give Me Something (1978)
- Sweet Sweet Lovin' (1979)
- It's My Lucky Day (1985)
- (I Play) the Clown (1985)
- Laserlight (1986)
- (Ik Speel) de Clown (1986)
- Mr. Macho (1986)
- All Together (1988)
- Lay Love on You (1989)

## Nederlandse Top 40
| Single met eventuele hitnotering(en) in de Nederlandse Top 40 | Datum van verschijnen | Datum van binnenkomst | Hoogste positie | Aantal weken | Opmerkingen |
| ------------------------------------------------------------- | --------------------- | --------------------- | --------------- | ------------ | ----------- |
| I Put a Spell on You                                          |                       | 9-9-1978              | 16              | 7            |             |
| It's My Lucky Day                                             |                       | 14-12-1985            | tip             | 4            |             |